# 山田義三郎 (貴族院議員)
山田 義三郎（やまだ ぎさぶろう、1861年3月9日（文久元年1月28日） - 1924年（大正13年）3月21日）は、明治から大正時代の政治家、実業家。貴族院多額納税者議員。

## 経歴
陸奥仙台藩領登米郡、のちの登米町（現登米市）で、商家・山田東十郎の長男として生まれる。1893年（明治26年）11月、家督を相続した。1894年（明治27年）登米郡会議員に当選。1899年（明治32年）から宮城県会議員を4期務めた。ほか、登米町会議員、宮城県参事会員、登米汽船、登米製糸各社長、宮城貯蓄銀行取締役、宮城県繭糸同業組合長などを歴任した。仙北鉄道設立の発起人にも名を連ねた。
1909年（明治42年）宮城県多額納税者として貴族院議員に互選され、同年10月9日から1911年（明治44年）9月28日まで在任した。